# Landkreis Kassel
Landkreis Kassel är ett distrikt (Landkreis) i norra delen av det tyska förbundslandet Hessen. Distriktet omger staden Kassel.
1. 1 2  GeoNames, 2005, Geonames-ID: 2892514, läs online och läs online.[källa från Wikidata]
2. ↑  hämtat från: tyskspråkiga Wikipedia.[källa från Wikidata]